# St Mary’s Church (Nefyn)

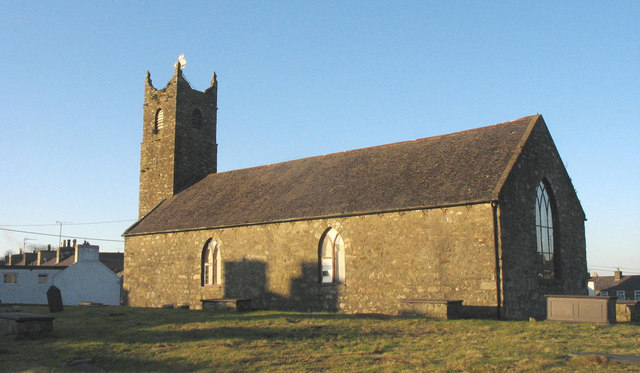
St Mary’s Church

Die ehemalige St Mary’s Church von Nefyn auf der Lleyn-Halbinsel (Pen Llŷn) im County Gwynedd in North Wales ist vermutlich im 6. Jahrhundert erbaut worden, während das heutige Gebäude zwischen 1825 und 1827 errichtet wurde. 1977 wurde die Kirche in ein Museum des maritimen Erbes Nefyns und seiner Umgebung umgewandelt, das im Jahr 2000 geschlossen wurde, jedoch wurde 2007 eine Sanierung und erneute Öffnung beschlossen.
Im Winter 2013 wurden Ausgrabungen durchgeführt und Überreste von Nefyns prähistorischer und mittelalterlicher Vergangenheit entdeckt.
- Die erste Entdeckung kam während Aushebung neuer Fundamentgräben ans Licht. Unter dem geplanten Schuppenfundament wurden unbekannte Reste einer über einen Meter breiten Steinwand mit Innenstuckarbeiten freigelegt. Die Mauer war Teil der mittelalterlichen Klostersiedlung, die die Kirche umgab.
- Ein einzelner, gerundeter Stein zeigte Anzeichen einer Bearbeitung oder eines Schliffs und belegt prähistorische Aktivitäten in der Region.
- Der Unterbau der Ostseite der Kirche lieferte den interessantesten archäologischen Befund. Eine Reihe großer Steine einer Steinkiste wurde in einer Tiefe von einem Meter unter der heutigen Kirchenebene gefunden. Diese Art von Gräbern wird ins frühe Mittelalter datiert und wäre zeitgleich mit der ersten Kirche. Als die Steinabdeckung entfernt wurde, wurde ein erhaltenes Skelett, durch die Bodenbedingungen eine Seltenheit in Wales, gefunden.

Die Überreste ergaben eine sichere Datierung und einige Erkenntnisse über das Geschlecht, die Größe, das Alter, die Ernährung und den Ort, an dem die Person aufgewachsen ist. Die Untersuchung zeigte, dass es sich um das Skelett einer Frau in den 60ern handelte, die relativ gesund starb, auch wenn ihre Knochen Anzeichen von Arthritis zeigten. Die Radiokarbondatierung ergab, dass sie zwischen 1180 und 1250 n. Chr. begraben wurde. Damit ist diese Steinkiste das jüngste bekannte Grab dieser Art in Wales. Die ausstehende Untersuchung des Zahnmaterials soll bestimmen, wo sie aufgewachsen ist. Dies ist von Bedeutung, da Nefyn auf dem Pilgerweg nach Bardsey Island liegt. Sie war vielleicht eine Anwohnerin oder eine Pilgerin.
Die Frau lebte in einer turbulenten Zeit und konnte sowohl den Aufstieg von Llywelyn ab Iorwerth (engl. Llywelyn der Große) als auch den mittelalterlichen Chronisten Gerald von Wales (in Nefyn 1188) bei einer Kampagne zur Unterstützung des Dritten Kreuzzugs erlebt haben.